# Claudius Richelot
Claudius Richelot, auch Klaudius Richelot (* 11. September 1863 in Wartenburg (Ostpreußen); † 23. Januar 1929 in Davos, Schweiz) war ein deutscher Marine-Generalstabsarzt der Kaiserliche Marine.

## Leben
Claudius Richelot war ein Sohn eines Arztes und besuchte bis zu seinem Abitur zu Ostern 1882 das Friedrich-Kollegium in Königsberg. Danach studierte er Medizin an der Albertus-Universität Königsberg und gehörte seit 1883 der Burschenschaft Germania Königsberg an.
Er trat nach seinem Medizinstudium am 1. April 1889 als einjährig-freiwilliger Arzt in die Kaiserliche Marine ein. Am 12. März 1890 wurde er als Unterarzt in die Marine übernommen. In der 2. Matrosendivision wurde er im Ende Juli des gleichen Jahres zum Assistenzarzt II. Klasse. Anfang 1892 war er auf dem Vermessungsschiff Albatross. Am 15. August 1892 erhielt er seine Beförderung zum Assistenzarzt I. Klasse (Patent am 17. Oktober 1892) und am 17. Juli 1895 wurde er zum Marine-Stabsarzt ernannt. Er war als Marine-Oberstabsarzt (Beförderung am 19. Mai 1903) Werft-Oberarzt an der Werft Danzig und hielt 1905/06 Vorlesungen an der Universität Danzig. 1909 war er Garnisonsarzt von Friedrichsort und Chefarzt des dortigen Marinelazaretts. Am 9. Dezember 1910 wurde er als Werftoberarzt der Werft in Kiel Marine-Generaloberarzt. Nachdem er 1913 Chefarzt im Marinelazarett Kiel-Wik gewesen war, war er im nächsten Jahr Inspektionsarzt bei der Inspektion des Bildungswesens der Marine. Zeitgleich war er Lehrer an der Marineakademie.
Bis Mai 1915 war er im Stab der Hochseestreitkräfte und auf dem Marinelazarettschiff Sierra Ventana. Anschließend war er bis April 1916 wieder Arzt in der Inspektion des Bildungswesens der Marine. Hier wurde er am 17. Oktober 1915 zum Marine-Generalarzt befördert. Bis Kriegsende war er dann Garnisonsarzt in Kiel und zeitgleich Vorstand des Sanitätsdepartements. Am 28. November 1918 wurde er aus der Marine entlassen.
Am 7. Oktober 1921 erhielt er den Charakter als Marine-Generalstabsarzt verliehen.
Am 29. September 1896 hatte er in Bednarken Alexe Agnes Klara Hildegard von Puttkamer (1869–1941) geheiratet.

## Werke (Auswahl)
- Hygienische Grundzüge der Ventilation und Heizung von Kriegs- und Handelsschiffen. In: Archiv für Schiffs- und Tropen-Hygiene, Pathologie und Therapie exotischer Krankheiten, Band 12, 1908, S. 141 ff.
- Desinfektion auf Kriegsschiffen. In: Transactions of the Fifteenth International Congress on Hygiene and Demography, Washington, Volume V, Part I, 1912, S. 717–732.